# Astyris amiantis
Astyris amiantis är en snäckart som beskrevs av Dall 1919. Astyris amiantis ingår i släktet Astyris och familjen Columbellidae. Inga underarter finns listade i Catalogue of Life.